# Ning Hao

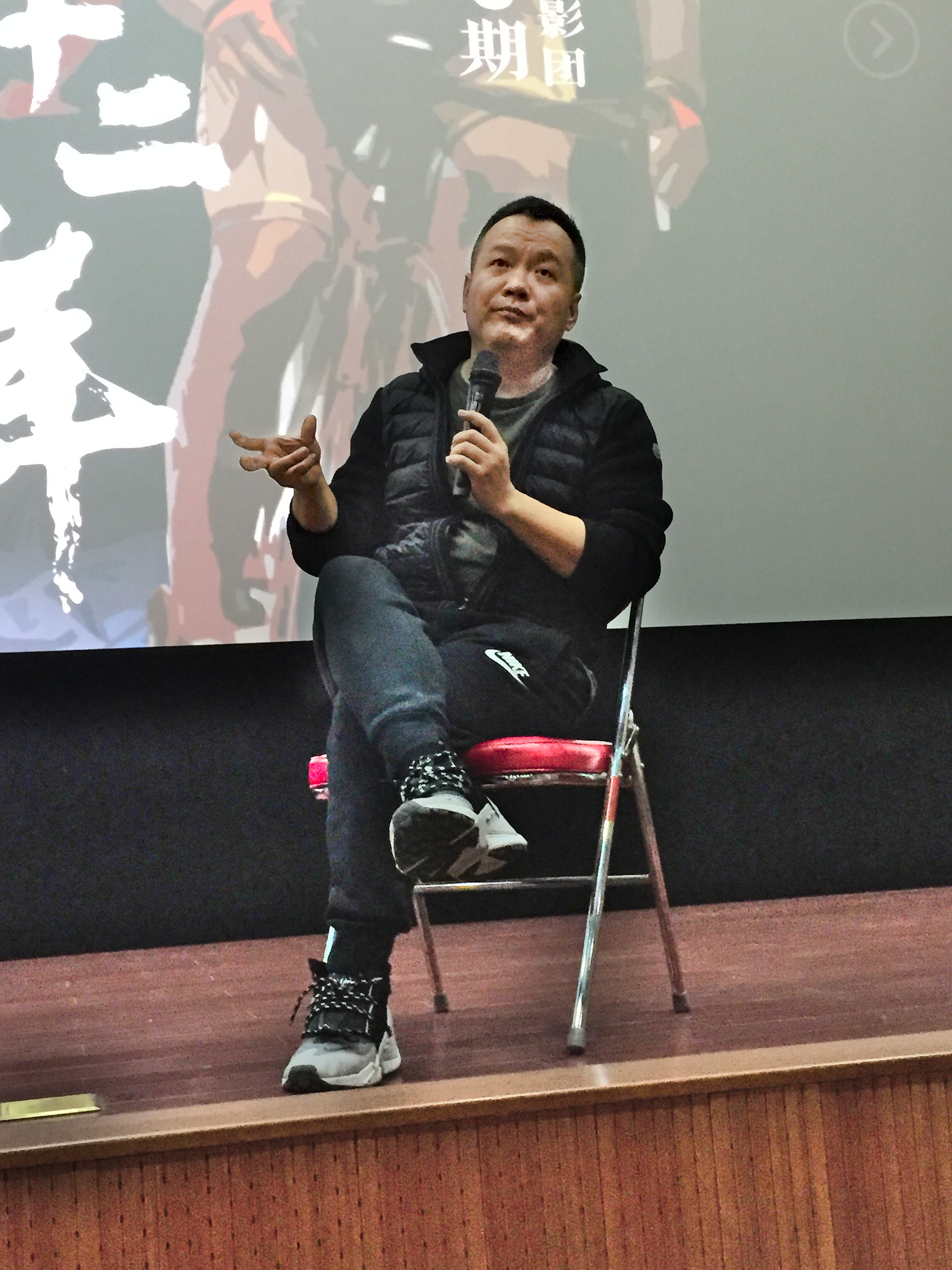
Ning Hao

Ning Hao (chinesisch 宁浩, Pinyin Níng Hào, * 1977 in Shanxi, Volksrepublik China) ist ein chinesischer Regisseur und Drehbuchautor.
Ning begann sein Studium an der Shanxi Taiyuan Filmschule in Taiyuan, wechselte dann nach Peking, wo er an der Pädagogischen Universität Peking Kunst studierte und mit seinem Film Thursday, Wednesday graduierte. Anschließend studierte Ning an der Pekinger Filmakademie und machte 2003 seinen Abschluss.
Ning arbeitete an mehreren chinesischen TV-Produktionen mit und drehte Musikvideos für MTV Asia.

## Filme
Nach Thursday, Wednesday (星期四，星期三, 2001) und Incense (香火, 2003) war Mongolian Ping Pong (绿草地, 2004) sein erster größerer Film. Mongolian Ping Pong drehte er zunächst als Hochschulprojekt zum Thema Tischtennis, der Film war jedoch erfolgreich und wurde auf mehreren internationalen Filmfestivals, darunter auch bei der Berlinale 2005 gezeigt. Für den Film wurde Ning mit dem Publikumspreis Asian New Talent Award beim Internationalen Filmfestival Shanghai ausgezeichnet.
Im Jahr 2006 wurde Nings Film Crazy Stone zu einem Überraschungserfolg. Der von Andy Lau mitproduzierte Film wurde mit einem kleinen Budget von 300.000 Euro gedreht und spielte bereits im ersten Monat nach Kinostart eine Million Euro ein. Der Film bescherte Ning zudem den Preis als bester neuer Regisseur bei den Huabiao Film Awards 2007.